# فاسيلي يونسكو
فاسيلي يونسكو (بالرومانية: Vasile Ionescu)‏ هو متزلج على الجليد ‏ روماني، ولد في 1922 في مقاطعة يراهوفا في رومانيا.

## وصلات خارجية
- فاسيلي يونسكو على موقع أوليمبيديا (الإنجليزية)